# Calycogonium acunanum
Calycogonium acunanum är en tvåhjärtbladig växtart som beskrevs av Attila L. Borhidi och O.Muniz. Calycogonium acunanum ingår i släktet Calycogonium och familjen Melastomataceae. Inga underarter finns listade i Catalogue of Life.